# Taishi (Osaka)
Taishi (jap. 太子町 Taishi-chō) – miasto w Japonii, na wyspie Honsiu, w prefekturze Osaka. Według danych na rok 2020 miejscowość zamieszkiwało 13 009 mieszkańców , a gęstość zaludnienia wyniosła 918,1 os./km².